# In Utero
In Utero — третій і останній студійний альбом американського гурту Nirvana, випущений 21 вересня 1993 року на лейблі DGC Records. Після загального успіху з другим альбомом Nevermind (1991) Nirvana звернулася до Стіва Альбіні для запису In Utero, прагнучи до більш складного й абразивного звучання, яке б нагадувало їхню ранню творчість. Хоча вокаліст і основний автор пісень Курт Кобейн описував альбом як «дуже безособовий», більшість його пісень містить алюзії на його особисте життя та боротьбу, передаючи відчуття тривоги, які вже були присутні в попередніх роботах гурту.
Альбом записаний протягом двох тижнів у лютому 1993 року у студії Pachyderm Studios (Кеннон-Фолс (Міннесота)). Після запису з'явилися чутки, що DGC Records може не випустити альбом через грубе й некомерційне звучання, яке надав йому Альбіні. Мастеринг альбому виконав Боб Людвіг, щоб забезпечити звучання, що відповідало очікуванням як Nirvana, так і лейблу. Пізніше гурт запросив продюсера Скотта Літта для реміксу синглів «All Apologies», «Heart-Shaped Box» та «Pennyroyal Tea».
In Utero мав значний комерційний і критичний успіх. Критики високо оцінили сире, нетрадиційне звучання та тексти Кобейна. Альбом посів перше місце в американському чарті Billboard 200 та британському UK Albums Chart. Сингли «Heart-Shaped Box» і «All Apologies» досягли першого місця в чарті альтернативних пісень Billboard. Альбом отримав п'ять платинових сертифікацій RIAA у США і розійшовся тиражем у 15 мільйонів копій по всьому світу. Це був останній альбом Nirvana перед самогубством Кобейна у 1994 році, через шість місяців після його виходу.

## Передісторія
Nirvana прорвалася в музичний мейнстрим зі своїм дебютним альбомом на мейджор-лейблі Nevermind, який був випущений у вересні 1991 року. Попри скептичні очікування щодо продажу (DGC Records, звукозаписна компанія гурту, очікувала продати не більше 50 тисяч копій), Nevermind отримав величезний комерційний успіх та сприяв популяризації гранджу й альтернативного року в цілому. Проте всі три учасники гурту — вокаліст та гітарист Курт Кобейн, бас-гітарист Кріс Новоселіч та ударник Дейв Ґрол — пізніше висловили невдоволення з приводу занадто «відполірованого» звучання альбому. На початку 1992 року, в інтерв'ю журналу Rolling Stone Кобейн сказав, що наступний альбом продемонструє «обидві крайнощі» звучання: «Деякі пісні будуть більш „сирими“, а інші більш попсовими. [Альбом] Не буде однотипним [як Nevermind]». Кобейн хотів стати до роботи над альбомом влітку 1992 року, однак цього не сталося оскільки він, Новоселич і Ґрол жили в різних містах, і крім цього, Курт і його дружина Кортні Лав чекали народження їхньої дочки Френсіс Бін. DGC сподівався випустити новий альбом до кінця 1992 року, але оскільки робота просувалася повільно, в грудні лейбл випустив збірник Incesticide.
В інтерв'ю журналісту Еверетту Тру з Melody Maker в 1992 році Кобейн сказав, що хотів би щоб альбом записав або Джек Ендіно, який в 1989 спродюсував дебютний альбом Nirvana Bleach, або Стів Альбіні, продюсер різних незалежних альбомів, а в минулому — фронтмен нойз-рок гурту Big Black. У жовтні 1992 року, під час демо-сесії з Ендіно в Сієтлі, Nirvana записала кілька пісень (переважно інструментальних); багато з цих композицій пізніше будуть перезаписані для In Utero. Ендіно згадував, що гурт не просив його продюсувати їх наступний альбом, але зазначив, що учасники гурту впродовж всієї сесії обговорювали роботу з Альбіні. У січні 1993 року, під час туру в Бразилії, гурт записав ще кілька демозаписів. Одна з пісень з цієї сесії, довгий імпровізаційний трек «Gallons of Rubbing Alcohol Flow Through the Strip», була випущена у вигляді прихованого треку на міжнародному виданні In Utero.

## Запис
Учасники Nirvana й Альбіні між собою зважилися на двотижневу відмову для запису альбому. Побоюючись втручання DGC, Альбіні запропонував членам гурту заплатити за сесії з власної кишені, на що вони погодилися. На час у студії пішло 24 тисячі доларів, а фіксована плата за послуги Альбіні склала 100 тисяч доларів. Наперекір пропозиції Gold Mountain, менеджмент-компанії Nirvana, Альбіні відмовився від процентних пунктів продажів альбому, попри те, що він отримав би приблизно 500 тисяч доларів. Також, всупереч стандартній практиці серед продюсерів в музичній індустрії, Альбіні відмовився від отримання роялті, оскільки, на його погляд, це є аморальним та «образою для виконавця».

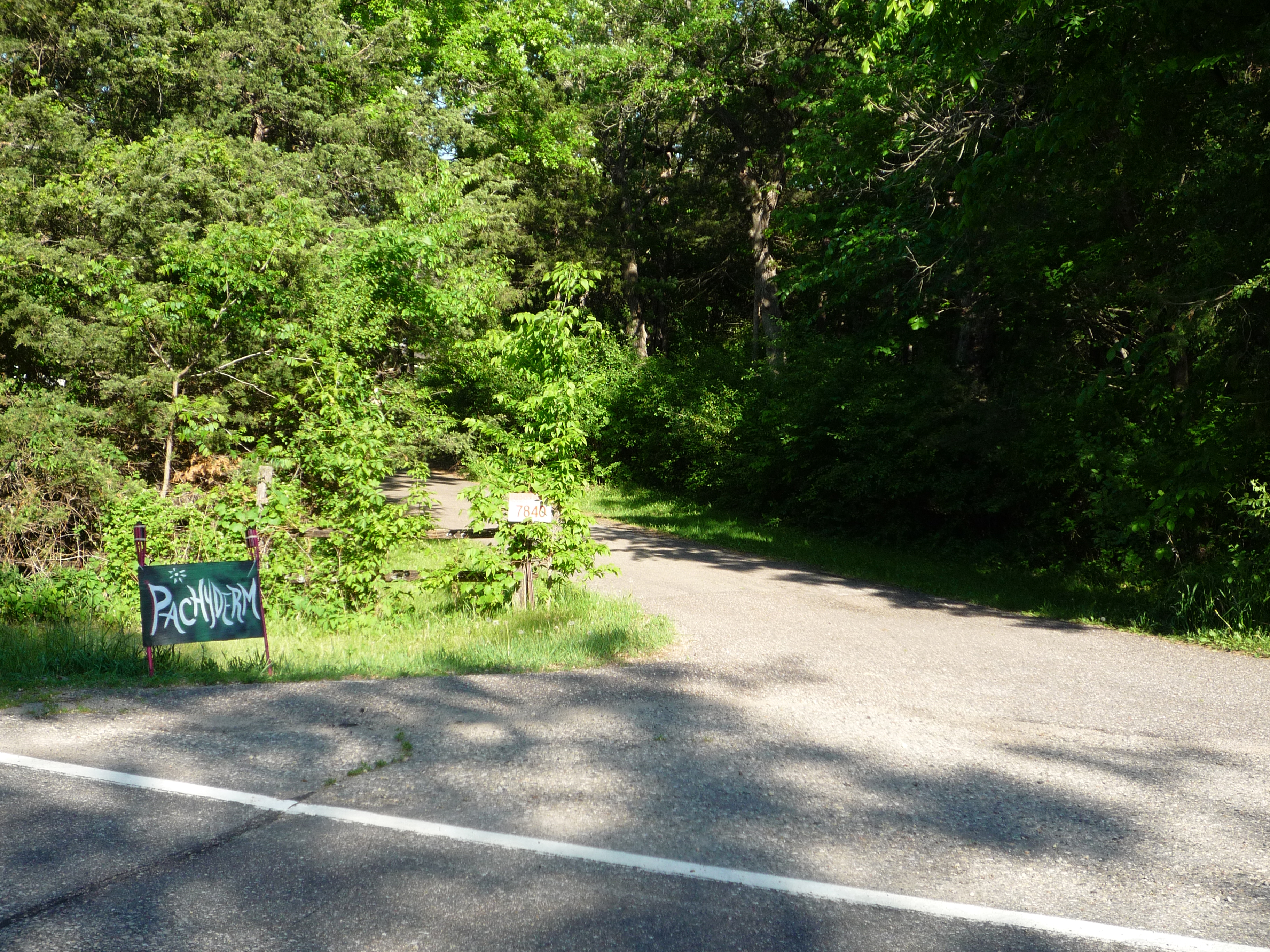
Вхід до Pachyderm Studio в Каннон-Фолс, Міннесота, де записувався альбом.

У лютому 1993 року, для запису альбому Nirvana відправилася в студію Pachyderm Studio у місті Каннон-Фолс, Міннесота. До запису Альбіні жодного разу не зустрічався з гуртом, хоча до цього він обговорював з ними типаж альбому, який вони хотіли зробити. Альбіні зауважив, що «Вони хотіли зробити саме таку платівку, яку мені зручно робити». На час звукозаписних сесій гурт проживав в будинку біля студії. Новоселіч прирівняв ізольовані умови до ГУЛАГу; він додав: 
| Ліві лапки | «Зовні лежав сніг, ми нікуди не могли піти. Ми лише й робили, що працювали». | Праві лапки |

 Протягом більшої частини сесій, єдиними присутніми були учасники гурту, Альбіні та технік Боб Вестон. Гурт поставив у відомість DGC і Gold Mountain, що не бажає ніякого втручання у свою роботу, як у часи Nevermind. Робочі записи не представлялися навіть Ґері Герш, який був відповідальним за репертуар. Щоб запобігти менеджерам та лейбл гурту від втручання, Альбіні вів сувору політику по ігнорування всіх, крім учасників гурту; продюсер пояснив, що всі хто асоціюється з гуртом окрім самих її учасників, були «такими недолюдками, яких я ніколи не зустрічав».

Сесії запису альбому почалися повільно, але незабаром набрали обертів; гурт прибув в студію Pachyderm Studio без свого обладнання, тому перші три дні провів в очікуванні їх доставлення. Однак після початку запису 13 лютого робота почала просуватися швидко. У багато дні гурт починав роботу близько полудня, роблячи перерви для обіду та вечері, і продовжуючи роботу до опівночі. Кобейн, Новоселіч і Ґрол записали основні інструментальні треки разом як гурт. Учасники використовували дану систему для всіх пісень крім композицій зі швидким темпом, таких як «Very Ape» і «tourette's», де ударні були записані окремо в кухні у зв'язку з її природною реверберацією. Для ударної установки Грола Альбіні використовував близько 30 мікрофонів. До пісень Кобейн додав додаткові гітарні треки, гітарні соло і нарешті вокал. Гурт не викидав дублі та залишив практично всі записані на плівку. Альбіні відчував, що був більше інженером, ніж продюсером; хоч на власну думку, він дозволив гуртові вирішувати, який дубль кращий. Він сказав: 
| Ліві лапки | «Взагалі кажучи, [Кобейн] знає що, на його думку, задовільно, а що ні […] Він може застосувати конкретні дії щодо поліпшення того, що не вважає задовільним». | Праві лапки |

 Кобейн записав всі свої вокальні треки за шість годин. Гурт закінчив запис за шість днів; Кобейн спочатку очікував розбіжностей з Альбіні, який з чуток «Нібито був цим сексистським покидьком», але співак назвав процес «налегшим нашим записом, так що руки геть». Єдина неприємність сталася через тиждень після початку сесій, коли приїхала Кортні Лав, оскільки вона скучила за Кобейном. Гурт, Лав і Альбіні не вдавалися в деталі, але дівчина Вестона, яка була шеф-кухарем студії, заявила, що Лав створила напругу, критикуючи роботу Кобейна та конфліктуючи з усіма присутніми.
Процес мікшування альбому був закінчений в перебігу п'яти днів. Цей показник був швидкий за стандартами гурту, але не для Альбіні, який зазвичай мікшував цілий альбом за один-два дні. У тих випадках, коли робота над микшированием пісні не давала очікуваних результатів, група та Альбіні весь такий день дивилися фільми про природу, підпалювали речі та робили телефонні розіграші. Сесії були закінчені 26 лютого.

### Продакшн та реміксінг
Після того, як сесії звукозапису були закінчені, Nirvana відіслала поки що не отмастерінгование плівки альбому кільком особам, включаючи Еду Розенблатта, президенту материнської компанії DGC Geffen Records, і менеджент-компанії групи Gold Mountain. На питання про те, яку відповідь він отримав, Кобейн сказав Майклу Аззераду, що «дорослим ми не подобаємося». Йому сказали, що його пісні були «не на належному рівні», звучання «неприємним для слуху», і що було неясно, чи приймуть радіостанції звучання продюсування Альбіні. В Geffen або Gold Mountain були деякі люди, які перш за все хотіли, щоб група записала альбом з Альбіні, і Кобейн відчував, що отримує невисловлене повідомлення відмовитися від сесій та почати все спочатку. Кобейн був засмучений та сказав Азерраду: 
| Ліві лапки | «Мені слід просто перезаписати цей альбом та зробити те ж, що ми зробили торік, оскільки у нас були високі продажі минулого року — немає причини намагатися і показати нас як артистів в цей момент. Я нічого не можу вдіяти з собою — я просто випускаю запис яку я б слухав у себе вдома». | Праві лапки |

 Однак багатьом друзям групи сподобався альбом, і до квітня 1993 року Nirvana мала намір випустити його у первісному вигляді. Згідно зі словами Курта Кобейна, 
| Ліві лапки | «звичайно вони хотіли ще один Nevermind, але я швидше помру, ніж зроблю це. [In Utero] якраз така платівка, яку я купив би бувши шанувальником, якої я б насолоджувався маючи». | Праві лапки |

Учасники гурту почали сумніватися щодо звучання альбому. У цей час Кобейн визнав, що «коли я вперше прослухав його будинку, я зрозумів, що щось було не так. Всю перший тиждень я не особливо був зацікавлений у тому, щоб взагалі слухати його, а такого зазвичай не відбувалося. Я не зазнав жодних емоцій, абсолютно нічого». Гурт зробила висновок, що бас-гітара та вокал були мало голосні, тому вони звернулися до Альбіні з проханням перемікшіровать альбом. Продюсер відмовився; за його згадуванням: 
| Ліві лапки | «[Кобейн] хотів зробити такий альбом, який він міг би покласти на стіл і сказати: „ Слухайте, я знаю він гарний, і ваш неспокій щодо нього безглуздо, так що змиріться“. І я не думаю, що він вважав, що міг зробити так […] Моєю проблемою було те, що я боявся слизького шляху». | Праві лапки |

 Група спробувала виправити проблеми з альбомом під час його мастерингу з Бобом Людвінгом в його студії в Портленді, Мен. Тоді як Новоселіч був задоволений результатом, Кобейн все ще сумнівався у звучанні.
Незабаром після цього, у квітні 1993 року в інтерв'ю журналу Chicago Tribune Альбіні заявив, що він сумнівається в тому, що Geffen випустить цілий альбом. Через роки Альбіні сказав, що на той час він розповів про становище «з позиції невігластва, оскільки я не був там, коли група вела дискусії зі звукозаписним лейблом. Я знаю, що […] ми зробили запис, і всім вона сподобалася. А кілька тижнів потому я чую, що вона не підходить для випуску та повинна бути повністю перероблена». Хоча зауваження Альбіні в інтерв'ю Chicago Tribune не отримали відповіді від групи або її лейбла, журнал Newsweek незабаром опублікував подібну статтю. Nirvana заперечувала, що лейбл чинив тиск з приводу зміни звучання альбому, і відіслала лист в Newsweek в якому було сказано, що автор статті «висміяв наші відносини з нашим лейблом ґрунтуючись на абсолютно помилковій інформації»; також група розмістила лист в журналі Billboard. Розенблатт стверджував у пресрелізі, що Geffen випустить все, що надасть група, а засновник лейбла Девід Геффен особисто зателефонував Newsweek, щоб поскаржитися на статтю.

## Музика і лірика
Прагненням Альбіні було спродюсувати альбом так, щоб його звучання відрізнялося б від Nevermind, оскільки він вважав, що попередній альбом гурту був 
| Ліві лапки | «свого роду стандартною банальною платівкою, яка потім перетворилася на дуже-дуже керований, стиснене адаптований під радіо мікс […] Це, на мій погляд, не дуже приємно для рок-гурту». | Праві лапки |

 Його наміром був закарбувати більш природне та інтуїтивне звучання. Альбіні, замість того, щоб використовувати техніку двічі накладеного голосу, записав вокал Кобейна в добре резонуючому приміщенні. Продюсер відзначив силу вокалу співака на деяких піснях; він сказав: «Наприкінці „Milk It“ присутній дуже сухий, дуже гучний голос […] який також присутній в кінці „Rape Me“, де [Кобейн] хотів, щоб його крик зрівнявся з усім гуртом». Альбіні домігся «розсіяного» звучання ударних на альбомі просто розмістивши кілька мікрофонів по кімнаті під час виконання Дейва Грола, тим самим вловлюючи натуральну реверберацію кімнати. Альбіні пояснив: 
| Ліві лапки | «Якщо ви візьмете хорошого ударника і посадите його за ударну установку у якої гарна акустика та просто запишете це, значить ви зробили свою роботу». | Праві лапки |

Майкл Азеррад, у своїй книзі Come as You Are: The Story of Nirvana, стверджував, що музика альбому показала суперечливі почуття абразивності та доступності, які відображали революційні події в житті Кобейна до завершення альбому. Він писав: 
| Ліві лапки | «Псевдобітловська „Dumb“ спокійно співіснує з просякнутою шаленством панкових графіті „Milk It“, a „All Apologies“ знаходиться незмірно далеко від апоплексичної „Scentless Apprentice“. Все виглядає так, немов Курт відмовився від спроб поєднати свої панківські та поп інстинкти в одне гармонійне ціле. Забудьте. Це війна». | Праві лапки |

 Однак Кобейн говорив, що In Utero не був «жорсткіше або емоційніше» будь-яких з попередніх записів гурту. Кріс Новоселіч погодився із зауваженнями Азеррада щодо того, що музика на альбомі більше схилилася до «артистичної, агресивної сторони» гурту; бас-гітарист сказав: «У гурту завжди були пісні типу „About a Girl“, і пісні типу „Paper Cuts“… Nevermind вийшов в стилі „About a Girl“, а In Utero в стилі „Paper Cuts“». За словами Кобейна, пісня «Milk It» є прикладом більш експериментального та агресивного напрямку музики гурту, в якому вона рухалася протягом декількох місяців до сесій в студії «Pachyderm». Новоселіч розглядав сингли альбому — «Heart-Shaped Box» і «All Apologies» — «воротами» до більш грубого звучання інших композицій. В інтерв'ю журналісту Джиму Дерогатісу Кріс сказав, що як лише слухачі прослухають альбом, то відкриють для себе «цей агресивний дикий саунд, справжню альтернативну платівку».
Деякі пісні на альбомі були написані задовго до запису; деякі з них були написані 1990 року. Використання довгої назви, як «Frances Farmer Will Have Her Revenge on Seattle», було свого роду реакцією Кобейна на альтернативні рок-гурти того часу, які використовували лише одне слово в назвах. Кобейн продовжував працювати над текстами під час запису альбому. Однак, в інтерв'ю з Дарсі Штайнке з журналу Spin Кобейн сказав, що на відміну від Bleach і Nevermind, тексти «більш сфокусовані, вони майже побудовані на темах». Майкл Азеррад стверджував, що тексти були менш імпресіоністичними та більш прямолінійними, ніж минулі тексти гурту. Азеррад також зазначив, що «практично кожна пісня містить образи нездужання або хвороби». У деяких піснях Кобейн посилався на книги які читав. Так, «Frances Farmer Will Have Her Revenge on Seattle» була натхненна біографічною новелою «Країна тіней» про актрису Френсіс Фармер, шанувальником якої був Кобейн, а «Scentless Apprentice» була написана під впливом роману Патріка Зюскінда «Парфумер. Історія одного вбивці», в якому розповідається про маніяка-парфюмера, позбавленого запаху, але при цьому володіє феноменальним нюхом.
В інтерв'ю журналу The Observer Кобейн заявив, що «[тексти на In Utero] здебільшого не мають особистісний характер». Журналу Q Кобейн сказав, що достаток образів дитинства та пологів на альбомі і його становлення як батька були лише збігом. Однак Азеррад стверджував, що більша частина альбому містить особисті теми, також відзначаючи, що Дейв Грол дотримувався аналогічної думки. Грол сказав: «Багато чого з того про що він говорить пов'язано з тим лайном через яке він пройшов. Це вже не відчай підлітка. Це зовсім інший коленкор — відчай рок-зірки». Кобейн сказав Азерраду, що він не хотів написати пісню, яка явно виражає його злобу на ЗМІ, однак автор вважав, що «Rape Me» зачіпає дану тему. Хоча Кобейн сказав, що пісня була написана задовго до того як його проблеми з наркотиками стали відомі громадськості, він погодився, що пісню можна розглядати в цьому світлі. «Serve the Servants» містить посилання до життя Кобейна. Так, перші рядки «Teenage angst has paid off well/Now I'm bored and old» (укр. Я сповна розрахувався з тривогами підлітка/Тепер я втомлений та старий), посилаються на душевний стан Кобейна під час розростання популярності гурту. Рядком «That legendary divorce is such a bore» (укр. Це легендарне розлучення така нудьга) Кобейн заперечує думку преси, ніби розлучення батьків надав, вплив який травмує його подальше життя, в той час, як останні рядки другого куплета безпосередньо адресовані його батькові, Дону Кобейну: «I tried hard to have a father/But instead I had a dad/I just want you to know that I don't hate you anymore/There is nothing I could say that I haven't thought before» (укр. Я робив усе, щоб у мене був батько/Але замість цього у мене був тато/Я просто хочу, щоб ти знав, що я більше не ненавиджу тебе/Мені більше нічого сказати з того, про що я не думав раніше). Кобейн сказав: «Я просто хотів, щоб він знав, що я більше нічого проти нього не маю. Але я не хочу з ним говорити, оскільки у нас немає нічого спільного. Це напевно сильно скривдить його, але все так і є».

## Дизайн та назва
Дизайном альбому займався Роберт Фішер, який працював над дизайном всіх видань Nirvana на лейблі DGC. Однак більшість ідей для дизайну альбому та пов'язаних синглів виходили від Кобейна. Фішер згадував: 
| Ліві лапки | "[Кобейн] міг просто дати мені який-небудь мотлох та сказати: «Зроби що-небудь з цим». | Праві лапки |

 На обкладинці альбому зображений прозорий анатомічний манекен жінки з прикріпленими ззаду крилами ангела. Кобейн створив колаж задньої обкладинки, яку він описав як «секс та жінка і In Utero і вагіни і народження та смерть», що відбулися з моделі зародків та частини тіла, які лежать у ліжку, посипаному орхідеями та ліліями. Колаж був зроблений на підлозі у вітальні в будинку Кобейна і був сфотографований Чарльзом Пітерсоном після несподіваного дзвінка Кобейна. Трек лист альбому та повторно проілюстровані символи з книги Барбари Вокер «The Woman's Dictionary of Symbols and Sacred Objects» були розміщені по краях колажу.
Кобейн спочатку хотів назвати альбом I Hate Myself and I Want to Die (укр. Я ненавиджу себе і хочу померти), фраза, що відбулася в його журналах у середині 1992 року, яку він використовував у вигляді відповіді на питання про те, як його справи. Однак побоюючись, що чорний гумор назви не зрозуміють критики та шанувальники, а також бувши переконаним Крістом Новоселічем, що на гурт подаватимуть до суду, Кобейн змінив назву. Фінальна назва була взята з поеми, написаної Кортні Лав.

## Відгуки
Щоб уникнути надмірної розкрутки альбому, DGC Records застосували стриманий підхід до просування In Utero; глава компанії маркетингу, перед випуском альбому, сказав журналу Billboard, що лейбл використовує рекламну стратегію подібну до тієї, яку вони використовували для Nevermind, пояснюючи, що лейбл «налаштує все, відступить, і піде зі шляху». Лейбл націлив свою рекламу на альтернативні магазини та пресу, тому в рамках цієї стратегії випустив альбом на вінілі. У відмінності від Nevermind, лейбл не випустили жодного синглу з In Utero комерційним шляхом в Сполучених Штатах. На початку вересня DGC розіслав американським студентським, альтернативним та AOR радіостанціям промокопії першого синглу з альбому «Heart-Shaped Box». Попри реклами лейбла, гурт був впевнений, що In Utero не стане настільки ж успішним як Nevermind. Кобейн сказав Джиму Дерогатісу: «Ми впевнені, що навряд чи продамо чверть, і нас абсолютно влаштовує це оскільки нам дуже подобається цей запис».
13 вересня 1993 року In Utero був випущений у Великій Британії, а наступного дня в Сполучених Штатах. Альбом дебютував на першому місці в хіт-параді Billboard 200, а за перший тиждень відмітка продажів досягла 180 тисяч. Роздрібні мережі магазинів Wal-Mart та Kmart відмовилися виставити альбом на свої прилавки; Wal-Mart заявив, що проблемою є відсутність споживчого попиту, а представники Kmart пояснили, що «альбом не поєднується з нашими товарами». Насправді обидві мережі побоювалися того, що покупців образить зображення на задній обкладинці. Тому, до березня 1994 року DGC випустили нову версію альбому зі зміненою упаковкою. Ця версія містила відредаговану обкладинку альбому, назва пісні «Rape Me» було змінено на «Waif Me», а оригінальний мікс Альбіні пісні «Pennyroyal Tea» був замінений реміксом Скотта Літта. Представник Nirvana пояснив, що гурт вирішив піти на поступки тому, що Кобейн та Новоселіч, бувши дітьми, могли купувати музику лише у двох фірмових магазинах; внаслідок, вони «хотіли зробити свою музику доступною дітям, у яких немає можливості відвідувати сімейні магазини».
In Utero отримав визнання критиків, однак деякі відгуки були змішаними. Крістофер Джон Фарлі з журналу Time у своєму огляді альбому заявив: «Наперекір страхам шанувальників альтернативної музики, Nirvana не зникла в мейнстрим, хоча цей потужний новий альбом може ще раз змусити мейнстрим піти у Nirvana». Девід Фріке, оглядач з Rolling Stone, давши альбому 4.5 з 5 зірок написав: «In Utero […] блискучий, їдкий, злий і вдумливий, майже все одразу. Але найбільше, це тріумф волі». Девід Браун, оглядач з Entertainment Weekly, що дав альбому оцінку B+, висловив думку: «Курт Кобейн ненавидить все», і зауважив, що сентиментальність пронизує запис; Браун стверджував: «Музика, більшою мірою, заворожує, такий собі катарсичний рок-н-рол, який, однак, не вивільняється, оскільки гурт ставиться з підозрою до олдскульного рок-кліше, які подібний реліз пробудив би». Журнал NME поставив альбому 8 з 10. Однак, оглядач Джон Мюлвей висловив сумніви щодо запису; він підсумував: «Як документ потоку думок — збентежених, роздмушених, які не в змозі примиритися зі розсудливістю — Курт [Кобейн] повинен бути гордий [альбомом]. У поданні одного з найкращих альбомів останнього десятиліття [альбом] не дотягує». Бен Томпсон з журналу The Independent сказав, що попри більш абразивні пісні альбому, «In Utero швидше притягає, ніж, те що відштовхує. Nirvana мудро знехтувала тим, щоб зробити не приємний для слуху, кошмарний панк-рок, яким вони погрожували нам». Критик Роберт Крістгау, спочатку давши альбому рейтинг A-, але пізніше змінив його на A, заявив, що «не кожний слухач відчує те, що намагатиметься, але все у кого є слух погодяться з тим, що [альбом] пробуджує потрібні почуття». Деякі критики назвали In Utero одним з найкращих релізів 1993 року. Альбом був номінований як Найкращий альтернативний альбом на 36-й церемонії «Греммі».
У жовтні Nirvana пустилася у свій перший за два роки американський тур для просування альбому. Другий сингл «All Apologies», з піснею «Rape Me» на звороті, в грудні був випущений у Великій Британії. У лютому 1994 року гурт почав шеститижневий тур по Європі, який через декілька тижнів був скасований через те, що 3 березня у Кобейна трапилося передозування в Римі. Кобейн погодився пройти курс з лікування від наркоманії, але незабаром втік з реабілітаційної клініки, а через тиждень, 8 квітня, він був знайдений мертвим у своєму будинку. У зв'язку з цим, випуск третього синглу «Pennyroyal Tea» був скасований, а сама група розпалася. Через три дні після виявлення тіла Кобейна, In Utero піднявся в хіт-параді Billboard з 72 на 27 місце.
У наступні роки In Utero продовжив знічується успіх на комерційному ринку та серед критиків. У 2003 році журнал Guitar World написав, що In Utero «набагато найкраще, [ніж Nevermind], і такий, який лише десять років по тому, схоже, вплинув, судячи з нинішніх груп. Якщо альбом розійшовся в чотири мільйони копій може бути втраченим з уваги, або недооціненим, тоді In Utero це та сама втрачена перлина». У тому ж році, електронний журнал Pitchfork помістив In Utero на 13 місце в списку «100 найкращих альбомів 1990-х». 2004 року, журнал' 'Blender помістив альбом на 94 місце у своєму списку «100 найбільших американських альбомів усіх часів», тоді як у списку «100 найбільших альбомів з 1985 по 2005 рр..» від журналу Spin, альбом стоїть на 51 місці. У списку 500 найбільших альбомів усіх часів за версією журналу Rolling Stone, In Utero займає 435 місце. У книзі 2005 року «500 найкращих рок і метал альбомів усіх часів» від журналу Rock Hard, альбом зайняв 358 позицію. За продаж понад п'ять мільйонів копій, Американська асоціація звукозаписних компаній п'ять разів привласнювала In Utero статус платинового диска.

## Список пісень
| #   | Назва                                             | Тривалість |
| --- | ------------------------------------------------- | ---------- |
| 1.  | «Serve the Servants»                              | 3:36       |
| 2.  | «Scentless Apprentice»                            | 6:11       |
| 3.  | «Heart-Shaped Box»                                | 5:25       |
| 4.  | «Rape Me»                                         | 5:33       |
| 5.  | «Frances Farmer Will Have Her Revenge on Seattle» | 4:06       |
| 6.  | «Dumb»                                            | 2:36       |
| 7.  | «Very Ape»                                        | 7:22       |
| 8.  | «Milk It»                                         | 4:06       |
| 9.  | «Pennyroyal Tea»                                  | 3:37       |
| 10. | «Radio Friendly Unit Shifter»                     | 4:51       |
| 11. | «Tourette's»                                      | 1:35       |
| 12. | «All Apologies»                                   | 3:51       |

## Учасники запису
Nirvana
- Курт Кобейн — вокал, гітара, фото
- Кріс Новоселіч — бас-гітара
- Дейв Ґрол — ударні

Запрошені музиканти
- Кіра Шейли — віолончель у піснях («All Apologies» та «Dumb»)

Технічний персонал та дизайнери
- Стів Альбіні — продюсер, звукорежисер
- Адам Каспер — другий звукорежисер
- Скотт Літт — мікшування
- Боб Людвінг — мастеринг
- Боб Вестон — технік
- Роберт Фішер — артдиректор, дизайн, фотографія
- Майкл Лавін — фотографія
- Карен Мейсон — фотографія
- Чарльз Пітерсон — фотографія
- Ніл Воллас — фотографія
- Алекс Ґрей — ілюстрації

## Чарти
| Чарт (1993)                                          | Найвища позиція |
| ---------------------------------------------------- | --------------- |
| Австралія Australian Albums (ARIA)                   | 2               |
| Australian Alternative Albums (ARIA)                 | 1               |
| Австрія Austrian Albums (Ö3 Austria)                 | 8               |
| Belgian Albums (IFPI Belgium)                        | 4               |
| Buenos Aires Albums (UPI)                            | 6               |
| Canada Albums (The Record)                           | 2               |
| Канада Canada Top Albums/CDs (RPM)                   | 3               |
| Danish Albums (Hitlisten)                            | 5               |
| Нідерланди Dutch Albums (MegaCharts)                 | 4               |
| European Top 100 Albums (Music & Media)              | 2               |
| French Albums (SNEP)                                 | 2               |
| Німеччина German Albums (Offizielle Top 100)         | 14              |
| Угорщина Hungarian Albums (MAHASZ)                   | 40              |
| Icelandic Albums (DV)                                | 2               |
| Irish Albums (IFPI Ireland)                          | 2               |
| Italian Albums (Musica e dischi)                     | 14              |
| Нова Зеландія New Zealand Albums (Recorded Music NZ) | 3               |
| Норвегія Norwegian Albums (VG-lista)                 | 7               |
| Portuguese Albums (AFP)                              | 3               |
| Spanish Albums (Spanish Albums Chart)                | 13              |
| Швеція Swedish Albums (Sverigetopplistan)            | 1               |
| Швейцарія Swiss Albums (Schweizer Hitparade)         | 16              |
| UK Network Albums (MRIB)                             | 1               |
| Велика Британія UK Albums (OCC)                      | 1               |
| США Billboard 200                                    | 1               |

| Чарт (1995)                                | Найвища позиція |
| ------------------------------------------ | --------------- |
| Бельгія Belgian Albums (Ultratop Wallonia) | 47              |

| Чарт (2021—2022)            | Найвища позиція |
| --------------------------- | --------------- |
| Greek Albums (Billboard)    | 1               |
| Польща Polish Albums (ZPAV) | 26              |

| Чарт (2013—2014)                                     | Найвища позиція |
| ---------------------------------------------------- | --------------- |
| Бельгія Belgian Albums (Ultratop Wallonia)           | 21              |
| Бельгія Belgian Albums (Ultratop Flanders)           | 27              |
| Greek Albums (Billboard) Super Deluxe Edition        | 8               |
| Італія Italian Albums (FIMI)                         | 30              |
| Японія Japanese Albums (Oricon) Super Deluxe Edition | 40              |
| Португалія Portuguese Albums (AFP)                   | 8               |
| Шотландія Scottish Albums (OCC)                      | 28              |
| США Billboard 200 Deluxe Edition                     | 46              |
| США Billboard 200 Super Deluxe Edition               | 112             |
| США Top Catalog Albums (Billboard)                   | 1               |
| США Top Rock Albums (Billboard) Super Deluxe Edition | 36              |

| Чарт (2023)                                | Найвища позиція |
| ------------------------------------------ | --------------- |
| Бельгія Belgian Albums (Ultratop Wallonia) | 10              |
| Португалія Portuguese Albums (AFP)         | 3               |

| Чарт (1993)                              | Позиція |
| ---------------------------------------- | ------- |
| Canada Top Albums/CDs (RPM)              | 22      |
| Eurochart Hot 100 Albums (Music & Media) | 49      |
| French Albums (SNEP)                     | 16      |
| New Zealand (RMNZ)                       | 38      |
| UK Albums (OCC)                          | 46      |
| US Billboard 200                         | 74      |

| Чарт (1994)                 | Позиція |
| --------------------------- | ------- |
| Australian Albums (ARIA)    | 99      |
| Canada Top Albums/CDs (RPM) | 58      |
| Dutch Albums (MegaCharts)   | 93      |
| French Albums (SNEP)        | 25      |
| UK Albums (OCC)             | 92      |
| US Cashbox Pop Albums       | 32      |
| US Billboard 200            | 33      |

| Чарт (2002)                                     | Позиція |
| ----------------------------------------------- | ------- |
| Canadian Alternative Albums (Nielsen SoundScan) | 163     |
| Canadian Metal Albums (Nielsen SoundScan)       | 82      |

| Чарт (2018)                    | Позиція |
| ------------------------------ | ------- |
| Australian Vinyl Albums (ARIA) | 49      |

| Чарт (2019)                    | Позиція |
| ------------------------------ | ------- |
| Australian Vinyl Albums (ARIA) | 99      |

| Чарт (2010—2019)      | Позиція |
| --------------------- | ------- |
| UK Vinyl Albums (OCC) | 77      |

## Сертифікації
| Регіон | Сертифікація  | Продажі    |
| --- | ------------- | ---------- |
| Аргентина (CAPIF) | Платиновий    | 60 000^    |
| Австралія (ARIA) | 2× Платиновий | 140 000^   |
| Австрія (IFPI Austria) | Золотий       | 25 000*    |
| Бельгія (BEA) | Платиновий    | 50 000*    |
| Бразилія (ABPD) | Золотий       | 100 000*   |
| Канада (Music Canada) | 6× Платиновий | 600 000^   |
| Франція (SNEP) | Платиновий    | 300 000*   |
| Німеччина (BVMI) | Золотий       | 250 000^   |
| Італія (FIMI) Продажі з 2009 року | Платиновий    | 50 000     |
| Японія (RIAJ) | Платиновий    | 200 000^   |
| Мексика (AMPROFON) | Золотий       | 100 000^   |
| Нідерланди (NVPI) | Золотий       | 50 000^    |
| Нова Зеландія (RIANZ) | 3× Платиновий | 45 000^    |
| Норвегія (IFPI Norway) | Золотий       | 25 000*    |
| Польща (ZPAV) | Золотий       | 50 000*    |
| Іспанія (PROMUSICAE) | Золотий       | 50 000^    |
| Швеція (IFPI Sweden) | Золотий       | 50 000^    |
| Велика Британія (BPI) | 2× Платиновий | 600 000    |
| США (RIAA) | 5× Платиновий | 5 000 000^ |
| *продажі, що базуються лише на сертифікаціях · ^відвантаження, що базуються лише на сертифікаціях · продажі+прослуховування, що базуються лише на сертифікаціях |               |            |